# Lacanau (Eyre)
Der Lacanau ist ein Fluss in Frankreich, der im Département Gironde in der Region Nouvelle-Aquitaine verläuft. Er entspringt im nordöstlichen Gemeindegebiet von Le Barp, entwässert in einem Bogen von Nordwest nach Südwest und mündet nach rund 30 Kilometern an der Gemeindegrenze von Biganos und Mios als rechter Nebenfluss in die Eyre. Auf seinem Weg unterquert der Lacanau die Autobahn A63 und die Autobahn A660.

## Orte am Fluss
(Reihenfolge in Fließrichtung)
- Tournebride, Gemeinde Le Barp
- Lacanau de Mios, Gemeinde Mios
- Biganos

## Besonderheiten
Nördlich von Le Barp durchquert der Fluss ein Forschungsgelände des französischen Kommissariats für Atomenergie und alternative Energien.